# Glanzende bloemkevers
De glanzende bloemkevers of streepglanskevers (Phalacridae) zijn een familie van kevers. Een familie met deze naam werd voor het eerst voorgesteld door William Elford Leach in 1815. Wereldwijd omvat de familie ruim 600 soorten. In Nederland komen 19 soorten voor uit deze familie.

## Onderfamilies
De familie is als volgt onderverdeeld:
- Phaenocephalinae Matthews, 1899
- Phalacrinae Leach, 1815

## In Nederland waargenomen soorten
- Genus: Olibrus
  - Olibrus aeneus - (Kamillekever of Gladde streepglanskever)
  - Olibrus affinis
  - Olibrus baudueri
  - Olibrus bicolor
  - Olibrus corticalis
  - Olibrus flavicornis
  - Olibrus liquidus
  - Olibrus millefolii
  - Olibrus norvegicus
  - Olibrus pygmaeus
- Genus: Phalacrus
  - Phalacrus caricis
  - Phalacrus championi
  - Phalacrus corruscus
  - Phalacrus fimetarius
  - Phalacrus grossus
  - Phalacrus substriatus
- Genus: Stilbus
  - Stilbus atomarius
  - Stilbus oblongus
  - Stilbus testaceus